# Oreolejeunea
Oreolejeunea là một chi rêu trong họ Lejeuneaceae.